# Isidoro Sota
Isidoro Sota García (4 de febrer de 1902 - 8 de desembre de 1976) fou un futbolista mexicà.

## Selecció de Mèxic
Va formar part de l'equip mexicà a la Copa del Món de 1930.